# Tổng tuyển cử Thái Lan 2011
Một cuộc tổng tuyển cử đã diễn ra khắp Thái Lan vào ngày Chủ nhật, 3 tháng 7 năm 2011, theo Sắc lệnh Hoàng gia giải tán Hạ viện, BE 2554 (2011), giải tán Hạ viện vào ngày 10 tháng 5 năm 2011.
Đã có một đề xuất tổ chức bầu cử vào ngày 14 tháng 11 năm 2010, nhưng ngày tổ chức bầu cử đã được đẩy lùi lại và tính đến  tháng 1 năm 2011, thời gian bầu cử chưa được lên kế hoạch lại. Thông báo của thủ tướng Abhisit Vejjajiva tổ chức cuộc bầu cử này được loan ra sau khi nhiều tháng bạo loạn bởi Mặt trận Thống nhất vì Dân chủ chống Độc tài (UDD) hay những người ủng hộ "Áo đỏ" của cựu thủ tướng Thaksin Shinawatra. Phe đối lập biểu thị ủng hộ kế hoạch này nhưng muốn quốc hội phải giải tán.
Với kết quả chung 66%, Đảng Vì nước Thái populist đã giành đa số ghế với 265 ghế, với lãnh đạo Yingluck Shinawatra trở thành nữ thủ tướng đầu tiên trong lịch sử Thái Lan. Đảng Dân chủ trở thành đảng đối lập chính với 159 ghế.